# Dekanat Dobre Miasto
Dekanat Dobre Miasto – jeden z 21 dekanatów w rzymskokatolickiej archidiecezji warmińskiej.

## Parafie
W skład dekanatu wchodzi 14 parafii:
- parafia św. Katarzyny Aleksandryjskiej – Brąswałd
- parafia św. Katarzyny Aleksandryjskiej – Cerkiewnik
- parafia Najświętszego Zbawiciela i Wszystkich Świętych – Dobre Miasto
- parafia św. Faustyny Kowalskiej – Dobre Miasto
- parafia Świętych Apostołów Szymona i Judy Tadeusza – Dywity
- parafia św. Marii Magdaleny – Frączki
- parafia Najświętszego Zbawiciela – Głotowo
- parafia św. Marcina z Tours – Jesionowo
- parafia św. Jakuba Apostoła – Kwiecewo
- parafia Niepokalanego Poczęcia Najświętszej Maryi Panny – Orzechowo
- parafia św. Anny i św. Jerzego – Radostowo
- parafia Najświętszej Maryi Panny Różańcowej – Różnowo
- Parafia św. Mateusza w Różynce – Różynka
- parafia św. Mikołaja – Sętal

## Historia
Do 15 września 2022 roku w skład dekanatu wchodziło 9 parafii:
- parafia św. Katarzyny – Cerkiewnik
- parafia Najświętszego Zbawiciela i Wszystkich Świętych – Dobre Miasto
- parafia św. Faustyny Kowalskiej – Dobre Miasto
- parafia św. Marii Magdaleny – Frączki
- parafia Najświętszego Zbawiciela – Głotowo
- parafia św. Marcina – Jesionowo
- parafia Niepokalanego Poczęcia NMP – Orzechowo

## Sąsiednie dekanaty
Barczewo, Jeziorany, Lidzbark Warmiński, Olsztyn II – Zatorze, Olsztyn III – Gutkowo, Orneta, Świątki